# پشت جبهه (ارتش)
پشت (انگلیسی: Rear) یا عقب جبهه در اصطلاح نظامی، پشت یا عقب به قسمتی از تمرکز نیروهای نظامی گفته می‌شود که از دشمن دورتر است (متضاد آن را مقایسه کنید، جبهه جنگ). قسمت عقب به‌طور معمول شامل تمام عناصر تدارکات نظامی و مدیریت نیروی لازم برای پشتیبانی از نیروهای خط مقدم است - انبارهای تدارکات، انبارهای مهمات، بیمارستان سیار، ماشین آلات، امکانات برنامه‌ریزی/ارتباطاتی. و ستاد فرماندهی، و همچنین زیرساخت مانند راه‌ها، پل‌ها، پروازگاه‌ها، اسکله‌ها، و انبارهای ایستگاه قطار.